# 106-я стрелковая дивизия (1-го формирования)
106-я стрелковая дивизия (1-го формирования) — воинское соединение СССР в Великой Отечественной войне .
Эту дивизию не следует путать со 106-й отдельной моторизованной (мотострелковой) дивизией майора Монахова К. С., действовавшей в июле — октябре 1941 года в составе 24-й армии Резервного фронта, которая после потери своей техники в сражениях под Ельней была преобразована в 106-ю стрелковую дивизию (2-го формирования).

## История формирования и боевой путь
Дивизия была сформирована на базе войск Северо-Кавказского военного округа 16 июля 1940 года, а в мае 1941 года передислоцирована в Одесский военный округ. К началу Великой Отечественной войны размещалась в окрестностях Евпатории и насчитывала в своём составе до 12000 человек. 24 июня 1941 года согласно директиве Ставки ВГК № 20466 дивизия была включена в состав 9-го особого стрелкового корпуса Южного фронта. Перед соединением была поставлена задача обороны юго-западной части Крыма от морских и воздушных десантов. Общее протяжение линии обороны составляло около 200 км — от населённого пункта Ак-Мечеть и до села Альма-Томак. 14 августа дивизия была включена в состав 51-й отдельной армии и через два дня получила приказ отойти на новые позиции. Для обороны Евпаторийского побережья были оставлены один из стрелковых полков и артдивизион.
Один батальон 106-й дивизии был послан за пределы Крыма, в Скадовск Николаевской области, для охраны этого района. 19 июля 1941 года его бойцы грузились на корабли в Евпатории. Более месяца батальон бездействовал в Скадовске, а затем, без связи с командованием, вел бои в полуокружении, в том числе пять дней на Тендровской косе. В разгар борьбы за Перекоп 29 сентября 1941 начальник ГШ Б. Н. Шапошников запрашивал: «Вернулся ли батальон с Тендры и задействован ли он?». 7 октября остатки этого батальона в количестве 180 человек вернулись в дивизию..
Во второй половине августа дивизия заняла позиции на 70-километровом участке фронта, тянувшегося вдоль южного берега Сиваша, и пресекла неоднократные попытки передовых частей 46-й пехотной дивизии вермахта овладеть выходом в Крым со стороны села Карпова Балка. Противник так и не смог на этом участке фронта достичь успеха. К 28 сентября дивизия была отведена на Ишуньские позиции. В начале ноября выполняла задачу по недопущению прорыва немецких войск к железной дороге Армянск — Джанкой, а затем прикрывала отход частей 51-й армии к Керчи. В ходе боёв подразделения дивизии понесли большие потери; численность бойцов в стрелковых ротах не превышала двадцати человек. В середине ноября эвакуирована на Таманский полуостров. Батальон дивизии, отошедший к Севастополю, был подчинен 172-й стрелковой дивизии. По прибытии дивизия, в составе которой числился 5481 человек, была передана в состав 56-й армии. Зимой 1941/42 года базировалась в окрестностях Ростова-на-Дону, а затем была передана в распоряжение 57-й армии Южного фронта.
К началу мая 1942 года дивизия была переподчинена 9-й армии Юго-Западного фронта, занявшей оборонительные позиции по южному фасу Барвенковского плацдарма. В ходе наступления 16-й немецкой танковой дивизии, начавшегося в середине мая, 106-я дивизия была вынуждена 18 мая отойти на левый берег реки Северский Донец, в районе Изюма, и закрепиться на новых позициях. Летом 1942 года дивизия приняла участие в Донбасской оборонительной операции, завершившейся окружением в середине июля 40-м и 3-м танковыми корпусами вермахта крупной группировки советских войск в районе Миллерово. Понеся большие потери, дивизия с боями вышла из окружения.
Расформирована 28 ноября 1942 года.

## Подчинение
| На дату    | Фронт (округ)           | Армия      | Корпус                |
| ---------- | ----------------------- | ---------- | --------------------- |
| 22.06.1941 | Одесский военный округ  | -          | 9-й стрелковый корпус |
| 01.07.1941 | Южный фронт             | -          | 9-й стрелковый корпус |
| 10.07.1941 | Южный фронт             | -          | 9-й стрелковый корпус |
| 01.08.1941 | Южный фронт             | -          | 9-й стрелковый корпус |
| 01.09.1941 | -                       | 51-я армия | -                     |
| 01.10.1941 | Войска Крыма            | 51-я армия | -                     |
| 01.11.1941 | Войска Крыма            | 51-я армия | -                     |
| 01.12.1941 | Южный фронт             | 56-я армия | -                     |
| 01.01.1942 | Южный фронт             | 56-я армия | -                     |
| 01.02.1942 | Южный фронт             | -          | -                     |
| 01.03.1942 | Южный фронт             | 57-я армия | -                     |
| 01.04.1942 | Южный фронт             | 57-я армия | -                     |
| 01.05.1942 | Южный фронт             | 9-я армия  | -                     |
| 01.06.1942 | Южный фронт             | 9-я армия  | -                     |
| 01.07.1942 | Юго-Западный фронт      | 9-я армия  | -                     |
| 01.08.1942 | Северо-Кавказский фронт | 9-я армия  | -                     |
| 01.09.1942 | Северо-Кавказский фронт | 9-я армия  | -                     |

## Состав дивизии
- 397-й стрелковый полк
- 442-й стрелковый полк
- 534-й стрелковый полк
- 553-й артиллерийский полк (до 03.07.1942)
- 201-й отдельный истребительно-противотанковый дивизион
- 430-я отдельная зенитная батарея (449-й отдельный зенитно-артиллерийский дивизион)
- 167-я отдельная разведывательная рота (167-й отдельный разведывательный батальон
- 156-й отдельный сапёрный батальон
- 500-й отдельный батальон связи
- 143-й медико-санитарный батальон
- 77-я отдельная рота химзащиты
- 197-я автотранспортная рота (197-й автотранспортный батальон)
- 145-й полевой автохлебозавод
- 16-й дивизионный ветеринарный лазарет
- 734-я (650-я) полевая почтовая станция
- 37-я полевая касса Госбанка[8]

## Командиры дивизии
| Дата                              | Имя            | Звание       | Примечания |
| --------------------------------- | -------------- | ------------ | ---------- |
| 16 июля 1940 — 1 июля 1941        | М. С. Ткачёв   | комбриг      |            |
| 2 июля 1941 — 20 декабря 1941     | А. Н. Первушин | полковник    |            |
| 21 декабря 1941 — 29 декабря 1941 | Д. П. Монахов  | полковник    |            |
| 30 декабря 1941 — 6 марта 1942    | В. Л. Савченко | подполковник |            |
| 7 марта 1942 — 11 сентября 1942   | Н. Г. Лященко  | полковник    |            |

## Штаб и другие
| Дата | Должность                        | Имя               | Звание            | Примечания |
| ---- | -------------------------------- | ----------------- | ----------------- | ---------- |
|      | Начальник штаба                  | И. А. Севастьянов | полковник         |            |
|      | Начальник оперативного отделения | А. М. Павловский  | майор             |            |
|      | Комиссар дивизии                 | И. И. Баранов     | Полковой комиссар |            |
|      | Начальник дивизионной артиллерии | Б. П. Лашин       | полковник         |            |